# Cepola macrophthalma
Cepola macrophthalma é uma espécie de peixe pertencente à família Cepolidae.
A autoridade científica da espécie é Linnaeus, tendo sido descrita no ano de 1758.

## Portugal
Encontra-se presente em Portugal, onde é uma espécie nativa.
Os seus nomes comuns são suspensório ou suspensórios.

## Descrição
Trata-se de uma espécie marinha. Atinge os 80 cm de comprimento total , com base de indivíduos de sexo indeterminado.